# مايكل سميث (كاتب)
مايكل ج.سميث (بالإنجليزية: Michael Smith)‏ صحفي وكاتب بريطاني نشأ في العاصمة الإنجليزية لندن، عمل في العديد من الصحف البريطانية وفي عدة مجالات صحفية ،وانتقل إلى قارة افريقيا أيضا كصحفي ،ولديه العديد من الكتب منها كتاب عن جماعة بوكو حرام في نيجيريا.

## عمله
عمل في الصحافة حيث برع في الكتابة على قضايا استكشاف المناطق القطبية ,ثم الاهتمام بقضايا الصناعة حيث عمل لدى صحيفة»الغارديان مراسلاً لاخبار الصناعة، ثم عمِل محرراً للتجارة والإعمال لدى أوبزرفر البريطانية، حيث ترأس مكتب الوكالة الفرنسية في منطقة غرب أفريقيا على مدار الفترة 2010_ 2013 مقيماً طوال الفترة المذكورة في نيجيريا، حيث أتاح له إحاطة ميدانية ودقيقة بظاهرة بوكو حرام.

## كتبه
من اخر كتبه كتاب بعنوان (بوكو حرام مشكلة تقتضي معالجتها بشكل اوسع) الصادر في بريطانيا عام 2015 والذي يتحدث عن جماعة بوكو حرام في نيجيريا والتي تعرف على تفاصيلها خال عمله في نيجيريا 